# Choszczówka Stojecka
Choszczówka Stojecka – wieś sołecka w Polsce położona w województwie mazowieckim, w powiecie mińskim, w gminie Dębe Wielkie. Położona przy trasie DK92 (E30).
W latach 1975–1998 miejscowość administracyjnie należała do województwa siedleckiego.
Bardzo rozwinięty sektor usług handlowych i usługowych dzięki położeniu między Warszawą a Mińskiem Mazowieckim.
We wsi znajduje się Ośrodek duszpasterski św. Józefa Opiekuna Świętej Rodziny należący do diecezji warszawsko-praskiej.

## Demografia
W 2011 roku wieś zamieszkiwało 310 osób. W 2020 ich liczba wyniosła 330.